# Svazek obcí Dolní Bělá
Svazek obcí Dolní Bělá je svazek obcí (dle § 49 zákona č.128/2000 Sb. o obcích) v okresu Rychnov nad Kněžnou, jeho sídlem je Lično a jeho cílem je komplexní rozvoj obcí. Sdružuje celkem 7 obcí a byl založen v roce 2000.

## Obce sdružené v mikroregionu
- Černíkovice
- Libel
- Lično
- Synkov-Slemeno
- Třebešov
- Křivice (část Týniště nad Orlicí)
- Voděrady